# Decamerus haemorrhoidalis
Decamerus haemorrhoidalis là một loài bọ cánh cứng trong họ Trogossitidae. Loài này được Solier in Gay miêu tả khoa học năm 1849.